# آلبرز (ایلینوی)
آلبرز (به انگلیسی: Albers) یک روستا در ایالات متحده آمریکا است که در ایلینوی واقع شده‌است. آلبرز ۲٫۱۹ کیلومتر مربع مساحت و ۱٬۱۹۰ نفر جمعیت دارد.